# Cidreira
Cidreira est une ville brésilienne de la mésorégion métropolitaine de Porto Alegre, capitale de l'État du Rio Grande do Sul, faisant partie de la microrégion d'Osório et située à 100 km à l'est de Porto Alegre. Elle se situe à une latitude de 30° 11′ 05″ sud et à une longitude de 50° 12′ 38″ ouest, à 5 m d'altitude. Sa population était estimée à 10 883 en 2007, pour une superficie de 246 km2. L'accès s'y fait par les RS-040, RS-784 et RS-786.
Il semblerait que le nom de la commune vienne de la présence en nombre d'une variété d'arbustes de rutaceae,  celle qui produit le citrus medica, et que l'on appelle cidreira en portugais du Brésil.
Du fait de sa position au bord de l'océan Atlantique, l'économie de Cidreira est tournée vers le tourisme. Les premiers estivants commencèrent à affluer après 1860. À cette époque, il n'y avait pas d'habitants permanents, l'accès y étant difficile. Les premières installations se firent à partir de 1930 et la première route reliant Porto Alegre au littoral fut achevée en 1958. En 1954 fut installée l'électricité et, dans les années 1960, le téléphone et le service d'eau courante.
Plus de 50 % de son territoire est couvert de dunes, parmi les plus grandes d'Amérique latine.

## Villes voisines
- Tramandaí
- Osório
- Capivari do Sul
- Balneário Pinhal